# Rockin' the Door
『Rockin' the Door』（ロッキン・ザ・ドア）は、清木場俊介の通算3作目のスタジオ・アルバム。2009年7月8日にSPEEDSTAR RECORDS発売された。

## 概要
前作『IMAGE』以来2年ぶりかつ、SPEEDSTAR RECORDS移籍後第1弾となるオリジナル・アルバム。「CD+DVD」、「CDのみ」の形態で発売。
収録曲はアルバム発売の前年に行われたライブツアーで披露された楽曲や、本作のために書き下ろされた楽曲を含む全13曲を収録。本作について清木場は、「ライヴツアーで演奏した未発表曲をまとめたアルバムで、曲順はライヴのことを考えて決めた。レコーディングもバンドメンバーと共にほぼ一発録りで、“観客のいないライヴ”という感覚で作った。」と語っている。その一方で、前作『IMAGE』以降かつ前レーベルから発売されたシングル曲「SAKURA」「愛のかたち」「今。」は収録されていないため、清木場のアルバムでは初となる先行シングルを含まない作品となった。
DVDには表題曲「Rockin' the Door」のPVとメイキングに、未発表曲「おやすみの前に」を収録。
7月7日付のオリコンアルバムデイリーチャートで初登場7位を記録し、7月20日付のオリコン週間アルバムランキングで12位を記録した。同日付のBillboard Japan Top Albums Salesでも12位を獲得した。

## 収録曲

### CD
全編曲：高橋圭一
1. Rockin' the Door（4:59）
  - 作詞：清木場俊介 / 作曲：西広ショータ

アルバムの表題曲。2009年9月から2010年1月にかけて敢行された「清木場俊介 FLYING JET TOUR 2009〜2010」ツアーでオープニングを飾った[5]。
2014年に発売されたベストアルバム『唄い屋・BEST Vol.1』にはリアレンジ・リレコーディングされた音源が収録されている[6]。
2. 悲しきRock'n Roll（4:54）
  - 作詞：清木場俊介 / 作曲：西広ショータ

前年のツアー「清木場俊介 LIVE TOUR 2008"Rock & Soul"」で未発表曲として唄われた。
3. 罪と罰（4:44）
  - 作詞：清木場俊介 / 作曲：川根来音 / ストリングス編曲：弦一徹

2008年から2009年1月にかけて開催されたツアー「清木場俊介 LIVE TOUR 2008-2009 "ROCK & SOUL II"」で未発表曲として唄われた。
間奏では打ち込みによるスクラッチがフィーチャーされている。
4. Julian Love（5:55）
  - 作詞 / 作曲：清木場俊介

2008年から2009年1月にかけて開催されたツアー「清木場俊介 LIVE TOUR 2008-2009 "ROCK & SOUL II"」で未発表曲として唄われた。
5. キミが望むモノとボクが欲しいモノ（5:55）
  - 作詞：清木場俊介 / 作曲：川根来音 / ブラス編曲：佐野聡

2008年から2009年1月にかけて開催されたツアー「清木場俊介 LIVE TOUR 2008-2009 "ROCK & SOUL II"」で未発表曲として唄われた。
6. 有り余る愛（6:11）
  - 作詞：清木場俊介・川根来音 / 作曲：川根来音

2008年から2009年1月にかけて開催されたツアー「清木場俊介 LIVE TOUR 2008-2009 "ROCK & SOUL II"」で未発表曲として唄われた。
レンタル限定ミニアルバム『BALLAD SELECTION』や6thアルバム『LOVE SONGS 〜BALLAD SELECTION〜』にも収録されている。
7. 強くならないで…（5:18）
  - 作詞：清木場俊介 / 作曲：西広ショータ

ディスコ調の楽曲。
2008年から2009年1月にかけて開催されたツアー「清木場俊介 LIVE TOUR 2008-2009 "ROCK & SOUL II"」で未発表曲として唄われた。
8. 12月の風（6:52）
  - 作詞：清木場俊介 / 作曲：川根来音

ファンクラブ会員限定ライヴ“清木場祭2007”で未発表曲として唄われた。
9. キミの子宮の中で…（6:38）
  - 作詞：清木場俊介 / 作曲：川根来音

2008年から2009年1月にかけて開催されたツアー「清木場俊介 LIVE TOUR 2008-2009 "ROCK & SOUL II"」で未発表曲として唄われた。
10. 天は我をも裁けるものか!（7:51）
  - 作詞：清木場俊介 / 作曲：清木場俊介・川根来音

前年のツアー「清木場俊介 LIVE TOUR 2008"Rock & Soul"」で未発表曲として唄われた。
11. クサレ…俺（7:52）
  - 作詞 / 作曲：清木場俊介

ファンクラブ会員限定ライヴ“清木場祭2007”で未発表曲として唄われた。
12. FREE（4:26）
  - 作詞 / 作曲：清木場俊介

ファンクラブ会員限定ライヴ“清木場祭2007”で未発表曲として唄われた。
13. LONG MY WAY（5:47）
  - 作詞：清木場俊介 / 作曲：川根来音

清木場のソロ活動初期に書かれた楽曲[7]で、前年のツアー「清木場俊介 LIVE TOUR 2008"Rock & Soul"」で未発表曲として唄われた。
コーラスにファンクラブの会員が参加している。

### DVD（初回限定盤のみ）
1. Rockin' the Door (Video Clip)
監督は石井貴英。
2. Rockin' the Door (Making)
3. おやすみの前に (Video Clip)
  - 作詞：清木場俊介 / 作曲：川根来音 / ストリングス編曲：弦一徹

未発表曲。ミュージック・ビデオの監督は新井雅仁。2011年に発売されたアルバム『LOVE SONGS 〜BALLAD SELECTION〜』で初音源化となった。

## 参加ミュージシャン
| Rockin' the Door - 清木場俊介：Vocal, Chorus - 松本淳：Drums - 住吉中：Electric Bass - 染谷俊：Organ - 高橋圭一：Electric & Acoustic Guitar, Programming - 木村建：Electric Guitar - 川根来音：Electric Guitar 悲しきRock'n Roll - 清木場俊介：Vocal - 松本淳：Drums - 住吉中：Electric Bass - 染谷俊：Organ, Wurlitzer - 高橋圭一、木村建：Electric Guitar 罪と罰 - 清木場俊介：Vocal, Chorus - 松本淳：Drums - 住吉中：Electric Bass - 染谷俊：Organ - 高橋圭一：Electric Guitar, Programming - 木村建：Electric Guitar - 弦一徹 Strings：Strings Julian Love - 清木場俊介：Vocal, Chorus - 松本淳：Drums - 住吉中：Electric Bass - 染谷俊：Organ - 高橋圭一：Electric Guitar, Programming - 木村建：Electric Guitar - 山本一：Soprano Sax キミが望むモノとボクが欲しいモノ - 清木場俊介：Vocal - 松本淳：Drums - 住吉中：Electric Bass - 染谷俊：Electric Piano, Organ - 高橋圭一、木村建：Electric Guitar - 鈴木政則、佐々木史郎：Trumpet - 山本一：Tenor Sax - 佐野聡：Trombone 有り余る愛 - 清木場俊介：Vocal - 松本淳：Drums - 住吉中：Electric Bass - 染谷俊：Electric Piano, Organ - 高橋圭一：Electric & Acoustic Guitar, Programming - 木村建：Electric Guitar 強くならないで… - 清木場俊介：Vocal, Chorus - 松本淳：Drums - 住吉中：Electric Bass - 染谷俊：Electric Piano - 高橋圭一：Electric Guitar, Programming - 木村建：Electric Guitar - 山本一：Tenor Sax - 島田充：Programming | 12月の風 - 清木場俊介：Vocal - 染谷俊：Piano - 山本一：Soprano Sax キミの子宮の中で… - 清木場俊介：Vocal - 松本淳：Drums - 住吉中：Electric Bass - 染谷俊：Electric Piano - 高橋圭一：Acoustic Guitar, Programming - 木村建：Acoustic Guitar 天は我をも裁けるものか! - 清木場俊介：Vocal - 松本淳：Drums - 住吉中：Electric Bass - 染谷俊：Wurlitzer - 高橋圭一、木村建：Electric Guitar クサレ…俺 - 清木場俊介：Vocal - 松本淳：Drums - 住吉中：Electric Bass - 染谷俊：Piano - 高橋圭一、木村建：Electric Guitar - 山本一：Tenor Sax FREE - 清木場俊介：Vocal - 松本淳：Drums - 住吉中：Electric Bass - 染谷俊：Organ, Clavi - 高橋圭一、木村建：Electric Guitar - 山本一：Tenor Sax LONG MY WAY - 清木場俊介：Vocal, Chorus - 松本淳：Drums - 住吉中：Electric Bass - 染谷俊：Piano, Organ, Chorus - 高橋圭一：Electric Guitar, Chorus, Programming - 木村建：Electric Guitar - 山本一：Tenor Sax - 川根来音：Chorus - 西広ショータ：Chorus - 奥住亥斗門：Chorus - 布施辰徳：Chorus - 横山颯一、角琢朗、水野諒佑、小笠原力也、園田貴志、冨平一寿、丸山剛、樫本芳博、橋本直樹、吉村直拡、佐藤恵梨、石井温子、金明愛、齋藤恵、藤原真理、勝本佳子、久保ますみ、保坂藍里、高安恵利華、渡邊侑果：Fan Club Chorus おやすみの前に - 清木場俊介：Vocal - 染谷俊：Piano - 弦一徹 Strings：Strings |